# Pringy (Haute-Savoie)
Pringy korábbi község (település) Franciaországban, Haute-Savoie megyében. 2017. január 1-jén további négy községgel együtt Annecyhez csatolták és az így létrejött Annecy új község része lett.
Lakosainak száma 4412 fő (2018. január 1.). Pringy Annecy-le-Vieux, Argonay, La Balme-de-Sillingy, Cuvat, Épagny-Metz-Tessy, Metz-Tessy és Saint-Martin-Bellevue községekkel határos.

## Népesség
A település népességének változása:
| Lakosok száma | 4129 | 4063 | 4083 | 4412 |
|               | 2013 | 2015 | 2017 | 2018 |